# Саксонская вражда
Саксонская вражда (нидерл. Saksische Vete; з.-фриз. Saksyske Skeel; нем. Säschische Fehde) — война между коалицией из восточно-фризского графа Эдцарда I, западно-фризских повстанцев, города Гронингена и герцога Гельдерна Карла II — с имперским фризским губернатором Георгом, которого в 1515 г. заменил герцог Бургундии и губернатор Нидерландов Карл Габсбург. Война велась преимущественно на Восточно-фризской земле и разорила большую часть региона.
Истоки вражды можно проследить до 1498 г., когда отец Георга Альбрехт III был назначен наследственным губернатором «фризских земель» императором Максимилианом I. Хотя Альбрехт и его сыновья и преемники Георг и Генрих были назначаемы губернаторами «фризских земель», сначала им пришлось завоевать их, столкнувшись с сопротивлением в первую очередь западных фризов. Конфликт расширился, когда Георг пересёк реку Лауверсмер в 1514 г., войдя в Оммеланды и осадив город Гронинген, который призвал на помощь Эдцарда и Карла. Максимилиан наложил имперскую опалу на Эдцарда, после чего 24 немецких князя вторглись в Восточную Фрисландию, в первую очередь — граф Ольденбурга Иоганн V. В 1515 г. Георг отказался от борьбы и продал свои права на фризские земли Карлу V, который в 1517 г. заключил мир с Эдцардом.

## Предыстория
В 1488 г. герцог Саксонии Альбрехт III выступил против восставшей Фландрии, стремясь освободить пленённого гражданами Брюгге императора Максимилиана I. В качестве награды тот назначил его губернатором Нидерландов, и в качестве компенсации за понесённые расходы он был назначен в 1498 г. наследственным губернатором Фризии. Покорив фризов, Альбрехт III отправился в Лейпциг для участия в сейме. Фризы восстали и осадили Франекер, где Генрих выполнял функции губернатора. Альбрехт бросился обратно во Фризию и освободил Генриха, завоевал Гронинген и умер в Эмдене 12 сентября 1500 г. Генрих унаследовал пост губернатора Фризии, но фризы продолжали сопротивляться его правлению, и 30 мая 1505 г. он ушёл в отставку в пользу своего брата Георга обмен на Волькенштайн и Фрайберг в Рудных горах.
В 1504 г. Георг потребовал, чтобы все города и районы Фризии отдавали ему оммаж как «вечному губернатору». Город Гронинген отказался. Граф Эдцард I попытался использовать ситуацию, чтобы расширить свои владения, и в 1505 г. он провозгласил себя «защитником» города. Двадцать четыре герцога и графа Священной Римской империи подняли оружие против Эдзарда, вторглись в Восточную Фрисландию и опустошили большую часть его территории. Эдцард получил имперскую опалу от императора Максимиллиана и отлучение от папы римского Александра VI.

## Продолжение войны
Граф Ольденбурга Иоганн V решил добиться выхода к Северному морю, и в 1514 г. напал на фризов в районе Бутьядингена и победил их в битве при Лангвардене. Одновременно герцог Брауншвейг-Люнебурга Генрих IV вторгся в Восточную Фрисландию с 20-тысячной армией и осадил крепость Леерорт. Однако правитель был убит 23 июня 1514 г. прицельным выстрелом, и его войско ушли из Восточной Фризии.
Иоганн V вместе с хофтлингом Херо Омкенсом захватил замок Гроссандер, после чего разрушил три замка в Дорнуме. Эдцард отступил, поджёг аббатство Морхузен, чтобы прикрыть своё отступление. Город Аурих был осаждён и разрушен мародёрами.
На другом театре комтурство Дюнебрук было разграблено ландскнехтами Чёрной стражи, которые потом уничтожили Бурменкен, Мариенхафе, Леерхафе и Риспель; Фридебург сдался. Замок в Альтгёденсе был разрушен; замок Книпхаузен был захвачен. Затем они осадили Ольдерсум. Попытки наёмников в июне и августе 1514 г. захватить город были отбиты Хико из Ольдерсума и бароном Ульрихом фон Дорнум.

### 1515—1517
В 1515 г. ситуация изменилась в пользу Эдцарда I. Он отбил замок в Гроссандере, а его вассалу Фульфу из Книпхаузена удалось захватить крепость Гуцварден в Бутьядингене. Георг продал своё губернаторство за 100 тысяч гульденов герцогу Бургундскогому и губернатору Нидерландов Карлу Габсбургу, который впоследствии стал императором. Тем не менее, конфликт продолжался до 1517 г. Бра в Детерне было потеряно в 1516 г.
В начале 1517 г. Эдцарду I удалось отбить замок Фридебург. Карл V начал своё правление в Нидерландах отменой имперской опалы Эдцарда и передал ему Восточную Фрисландию, тем самым положив конец Саксонской вражде.

## Итоги
Эдцард был вынужден покинуть Гронинген и отказаться от своих экспансионистских планов. Внутри страны он был занят попытками усмирить восточно-фризских вождей. 3 декабря 1517 г. Эдцард заключил Зетельский мир с герцогом Брауншвейга-Люнебурга Генрихом V Брауншвейг-Вольфенбюттельским и графом Ольденбурга Иоанном V, по которому он уступил последнему располагавшийся вокруг Зетеля, Дрифеля и Швайнебрюка Фризский лес.
Также было решено, что Восточная Фризия унаследует Евер через брак сына Эдзарда Энно II на дочери последнего сеньора Эдо Вимкена-младшего Марии. Однако Энно II отказался, и Восточная Фризия навсегда потеряла Йевер. Мария так и не вышла замуж и правила Евером до самой смерти, завещав его графу Ольденбурга Иоганну VII.
Город Аурих был полностью разрушен во время беспорядков саксонской междоусобицы. После 1517 г. он был перестроен по плану, который основывался на том, что поселение было важным рынком скота. Скотный рынок был перенесён с замковой площади на недавно созданную рыночную площадь, которая была необычно большой для города такого размера и до сих пор является центральной площадью.
Конфликт между Эдцардом и Херо Оомкенсом продолжался до смерти последнего в 1522 г.. Император наделил Эдзарда Харлингерландом, который тот попытался подчинить. Однако из-за хорошо построенных укреплений в Витмунде и Эзенсе он имел ограниченный успех.